# The Snapper (roman)
Ne doit pas être confondu avec The Snapper (film).
The Snapper (Le Marmot) est un roman irlandais de Roddy Doyle publié originellement en 1990. La traduction française paraît le 31 août 1996 dans la collection Pavillons de Robert Laffont Ce roman est le deuxième volume de la Trilogie de Barrytown. Il fait suite aux Commitments et précède The Van.

## le roman
L'intrigue tourne autour de la grossesse de Sharon Rabbitte, célibataire, et des effets inattendus que cela a sur sa famille conservatrice de la classe ouvrière de Dublin. Lorsque Sharon, âgée de vingt ans, informe son père, Jimmy Sr, et sa mère, Veronica, de sa grossesse, ils ne sont pas ravis mais ne font pas d'histoires. Bien qu'ils s'interrogent sur l'identité du père, Sharon ne leur dit rien. Jimmy Sr. invite ensuite Sharon à prendre un verre au pub local.
Les amis de Sharon sont aussi intéressés que sa famille par l'identité du père, mais elle refuse de leur en parler. Au lieu de cela, son identité devient de notoriété publique lorsque George Burgess, le père d'Yvonne, l'amie de Sharon, quitte sa femme et affirme se sentir déchiré entre elle et Sharon : George est le père, le couple a eu une relation sexuelle en état d'ébriété. Sharon se demande brièvement s'il s'agissait d'une agression sexuelle, une interprétation qui a fait son chemin parmi les lecteurs.
Sharon dit à tout le monde que le père était un marin espagnol, pour éviter l'embarras et la honte que tout le monde soit au courant. Cependant, la plupart des habitants de la ville croient à la vérité. Elle est souvent critiquée et l'on se moque d'elle parce que Burgess est le père. Yvonne Burgess la fuit. Jackie, une autre amie de Sharon, la soutient, ce qui ravive leur ancienne relation. L'incident rompt temporairement la relation de Sharon avec son père et l'amène à quitter son emploi de manutentionnaire. Burgess finit par retourner auprès de sa famille. Sharon donne naissance à une petite fille qu'elle envisage d'appeler Georgina. 

## Réactions à la publication
The Snapper a été publié en 1990, avant la sortie du film The Commitments, mais après l'annonce de sa réalisation et la couverture et les discussions fréquentes du tournage du film dans les médias irlandais. En tant que tel, il a fait l'objet d'un battage médiatique et d'attentes bien plus importants que le premier roman de Doyle. Un extrait du roman a été publié dans le Sunday Independent avant sa sortie. Peter Sheridan a écrit pour le Sunday Tribune que « Doyle a une touche comique extraordinaire - depuis que j'ai découvert Flann O'Brien, je n'ai jamais autant ri aux éclats en lisant un livre ». Kirkus Reviews a fait l'éloge du roman, le qualifiant de « ...récit chaleureux, franc et très drôle de la vie de famille et de la grossesse ».
Dans une critique de l'Irish Independent, Sean McMahon a écrit « ce qui différencie ce roman d'un autre écrit il y a dix ans, c'est que l'église et le clergé sont inexistants. La religion ne joue aucun rôle significatif". 

## Adaptations
The Snapper a fait l'objet d'un film réalisé par Stephen Frears et mettant en vedette Tina Kellegher et Colm Meaney. Le film change le nom de famille de « Rabbitte “ à ” Curley » en raison de problèmes liés aux droits.
Une version pour la scène a été créée avec succès au Gate Theatre de Dublin en 2018. Le spectacle a été mis en scène par Róisín McBrinn et repris en 2019.
La radio de la BBC a diffusé une lecture de l'ensemble de la trilogie Barrytown en 2013, interprétée par Jim Sheridan.

## Héritage
Le livre et le film The Snapper sont extrêmement bien connus en Irlande. En particulier, le film est régulièrement diffusé à la télévision.
Le film et le livre ont tous deux été réévalués dans le sillage du mouvement MeToo et de la culture de l'annulation, en particulier en ce qui concerne la manière dont le consentement est abordé dans les textes,. La grossesse non planifiée de Sharon et son mauvais souvenir de la nuit où elle est tombée enceinte sont au cœur du livre et de sa comédie, et la question de savoir si sa rencontre avec Burgess était consensuelle ou non est cruciale pour la compréhension du livre par le lecteur. Il est généralement admis que le film joue sur ce point de manière plus ambiguë que le livre ; dans le roman, elle se demande si ce qui lui est arrivé est considéré comme un viol. À l'époque, des journalistes féminines telles que Nuala O'Faolain et Mary Carr ont exprimé des inquiétudes de cette nature au sujet du livre.
En 2021, Doyle déclare dans une interview qu'il aurait traité ce sujet différemment aujourd'hui, affirmant que « tant de choses ont changé depuis 1986, lorsque j'ai commencé à écrire The Snapper... la législation sur le viol est plus claire aujourd'hui. En tant qu'écrivain [si je l'écrivais aujourd'hui], je m'assurerais que les rapports sexuels étaient consensuels, qu'il n'y avait pas de doute possible. Le roman raconte l'histoire d'une femme qui s'approprie sa propre histoire ; cela ne changerait pas". Dans la même interview, il ajoute que Sharon n'aurait pas déclaré aussi crûment que “l'avortement est un meurtre” si l'histoire s'était déroulée aujourd'hui.